# Sabujo da Ístria de pelo liso
A sabujo da Ístria de pelo liso[Nota] (em croata: istarski kratkodlaki gonic) é uma raça da região da Ístria, península da Eslovênia, junto a Croácia. Este sabujo, também conhecido como pelo curto, é ainda utilizado para o trabalho: caçar raposas, lebres e javalis, seja em pares ou só. Ainda que seu adestramento seja visto como moderado, tornou-se um bom cão de companhia devido a seu temperamento pacífico.